# Municipio de Drury
El municipio de Drury (en inglés. Drury Township) es un municipio ubicado en el condado de Rock Island, Illinois, Estados Unidos. Según el censo de 2020, tiene una población de 758 habitantes.
Abarca una zona exclusivamente rural.

## Geografía
Está ubicado en las coordenadas 41°22′49″N 90°58′52″O / 41.38028, -90.98111. Según la Oficina del Censo de los Estados Unidos, tiene una superficie total de 138.7 km², de la cual 128,1 km² son tierra y 10,6 km² son agua.

## Demografía
Según el censo de 2020, hay 758 personas residiendo en la zona. La densidad de población es de 5.9 hab./km². El 96.57 % de los habitantes son blancos, el 0,13 % es asiático, el 0.53 % son de otras razas y el 2.77 % son de una mezcla de razas. Del total de la población, el 2.24 % son hispanos o latinos de cualquier raza.